# 法提瑪
法提瑪（Fāṭima khātūn，?—1246年）是馬什哈德出身的波斯女性，13世紀中旬於蒙古帝國宮廷中任職。曾作為乃馬真的親信參與政事。乃馬真后駕崩後法提瑪隨之失勢，被指控「使用咒術」而遭極刑。
法提瑪早年生平不詳，她被蒙古軍俘虜至都城哈拉和林城，隨後成為了窩闊台第六皇后乃馬真氏脫列哥那的心腹。伊兒汗國宰相拉施德丁於《史集》中描述乃馬真后掌權時期法提瑪擁有很大權力，許多軍國大事需要得到法提瑪的同意。

## 相關作品
日本漫畫家Tomato Soup2021年開始連載的漫畫《穹廬下的魔女》，敘述本名希塔拉的法提瑪在被戰亂奪去一切後向蒙古帝國復仇的故事。